# 定めの松

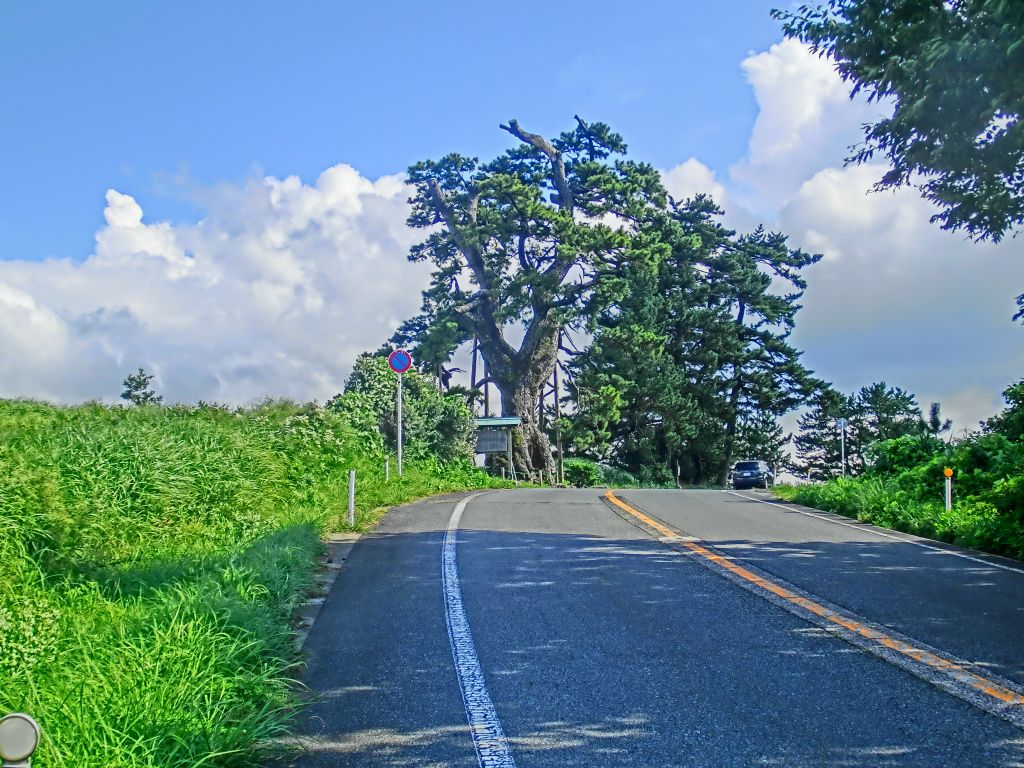
定めの松（2014年8月）

定めの松（さだめのまつ）は、島根県大田市三瓶町に生育していたクロマツの巨木である。推定の樹齢は約400年といわれ、石見銀山の初代奉行・大久保長安が一里塚の目印として2本の松を植えたものと伝えられている。2本の松は遠方からもよく目立ち、古くから人々に親しまれて1971年（昭和46年）には大田市の天然記念物となった。しかし、西側に生育していた1本は松くい虫の被害を受けて枯死し、2008年（平成20年）に伐採された。残された東側の1本も徐々に樹勢が衰えて2023年（令和5年）7月に枯死と判断され、伐採されることになった。「西の原の定めの松」とも呼ばれている。

## 由来
大田市は島根県の中央部（旧石見国の東端）に位置する。国引き神話の舞台である三瓶山や石見銀山で知られ、中世から近世にかけては石見銀山とともに栄えた。そして定めの松と呼ばれたこの2本の松も、石見銀山と深くかかわっている。
この2本の松は、対立式の一里塚の目印の役割を果たしていた。松を植えたのは、江戸時代初期に石見銀山奉行を務めていた大久保長安と伝えられていて、一里塚の初期の姿を残すものである。周囲には目立つ木々などはなく、2本の松は遠方からもよく目立っていた。「定め」という呼び名は、雪中での道筋や男三瓶山への登山路など各方向への道を定める目印として用いられたことから呼ばれるようになった名称である。
定めの松は三瓶山の西山麓に生育していた。推定の樹齢は約400年といわれ、三瓶高原の西の原入口に道路をはさむような形で向かい合っていた。環境庁が昭和63年度（1988年）に実施した第4回自然環境保全基礎調査「巨樹・巨木林調査」によれば、一方の松は幹周5.15メートル、樹高20メートル、枝張り17メートル、もう一方の松は幹周5.05メートル、樹高23メートル、枝張り15メートルを測り、小枝の枯損が見られていた。『山陰（鳥取・島根）巨樹・名木巡り』（1989年）によれば、いずれの松も東西に約15-17メートル、南北に約14-16メートルの範囲に枝葉を広げ、この地を訪れる人々に憩いの場を提供していた。
定めの松は三瓶山西山麓の名木として親しまれ、1971年（昭和46年）3月20日には大田市の天然記念物となり、ついで日本遺産「石見の火山が伝える悠久の歴史」の構成文化財となった。2本の松は樹勢の衰えがみられたため松の所有者でもある大田市は2006年（平成18年）10月に樹勢回復検討委員会を設置した。しかし、2007年（平成19年）10月に検討委員会は西側の松（樹高23メートル）が枯死したと判断し、翌2008年（平成20年）6月に撤去を終えた。その後、西側の松の2世松として2008年（平成20年）7月に1本、2013年（平成25年）3月に3本を植樹している。
大田市は残された東側の松についても、市費を年間約30万円投じて薬剤の注入や枯れ枝の伐採などによって樹勢回復の取り組みを続けてきた。しかし、東側の松も2023年（令和5年）7月末に枯死が確認された。それによって大田市は「枯死により指定文化財としての価値を失ったため」との理由で同年11月14日、大田市文化財保護審議会に天然記念物指定解除を諮問し、12月12日に指定解除が答申された。
松について、三瓶地域の市民団体「大田の自然を守る会」の会長は「十数年前から樹勢の衰えを指摘されていたが、本当によく生きてくれた。伐採した木を何かの形に残してもらいたい」と枯死を惜しんだ。大田市教育委員会石見銀山課は「長い年月を要するが、二世松を育成して景観を復元していきたい」としている。今後は2024年（令和6年）秋に幹を伐採し、翌2025年（令和7年）春に2世松を移植の予定である。なお、定めの松は指定解除後も日本遺産「石見の火山が伝える悠久の歴史」の構成文化財として取り扱われる。

## 交通アクセス
所在地
- 島根県大田市三瓶町池田字定[1]

交通
- 西日本旅客鉄道（JR西日本）山陰本線大田市駅から車で40分[1]。